# Vidaillat
Vidaillat is een gemeente in het Franse departement Creuse in de regio Nouvelle-Aquitaine en telt 178 inwoners (2005). De plaats maakt deel uit van het arrondissement Guéret.

## Geografie
De oppervlakte van Vidaillat bedraagt 22,9 km², de bevolkingsdichtheid is 7,8 inwoners per km².

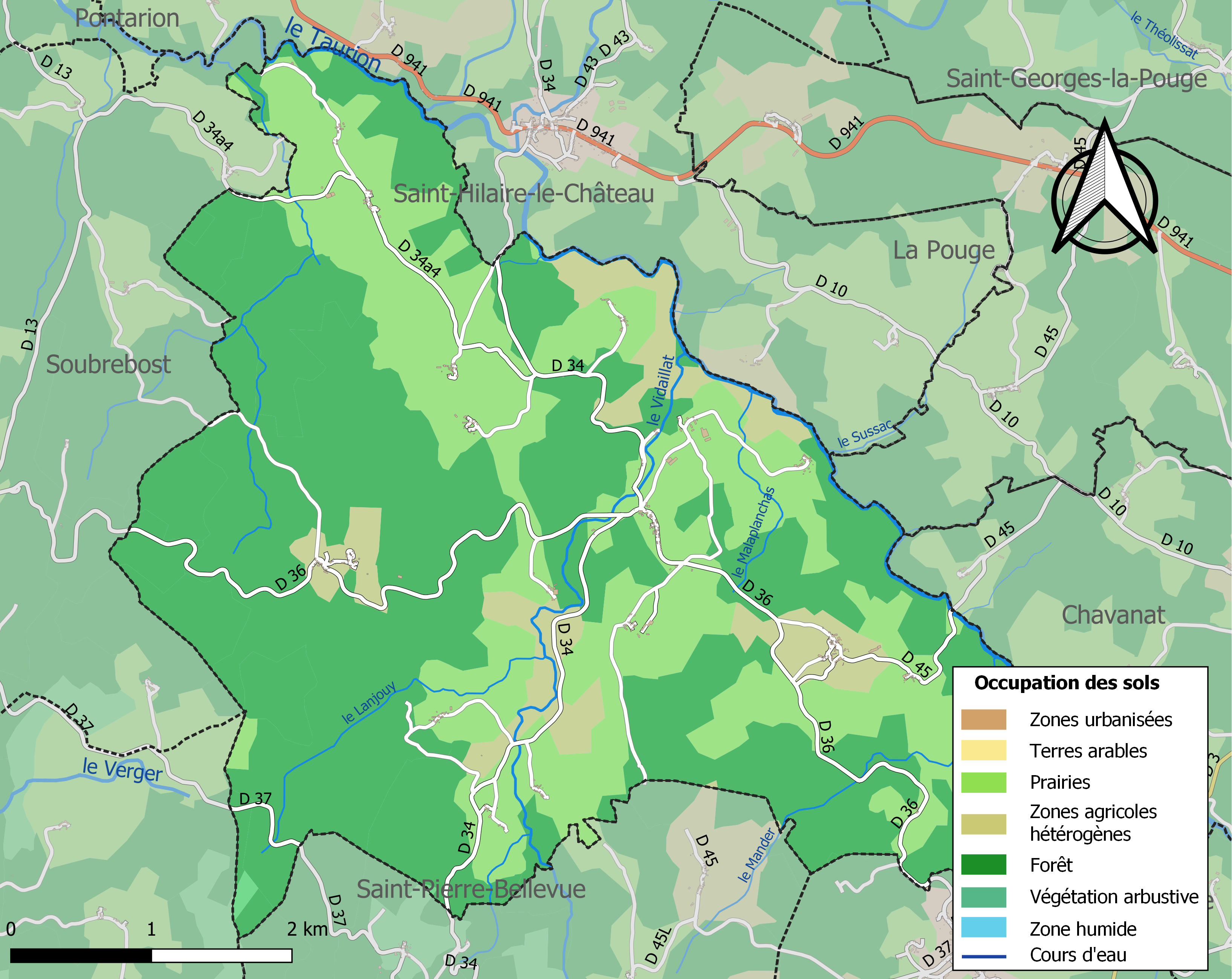
Kaart van de gemeente met de belangrijkste infrastructuur, bodemgebruik en omliggende gemeenten

## Demografie
Onderstaande figuur toont het verloop van het inwonertal (bron: INSEE-tellingen).